# Винтер, Иван Иванович
Ива́н Ива́нович Ви́нтер (ум. 1831, Одесса) — исполняющий обязанности директора Ришельевского лицея в Одессе в 1830—1831 годах.

## Биография
Биография изучена слабо. Имел воинское звание капитана гвардии и гражданский чин коллежского советника. До 1829 года служил руководителем одесской таможни. 14 марта 1829 года был назначен первым инспектором Ришельевского лицея. После смерти директора лицея Ивана Семёновича Орлая в 1830 году в течение года, до собственной смерти в 1831 году, исполнял обязанности директора Ришельевского лицея.